# Crime de pensée
Dans 1984, le roman dystopique de George Orwell, le crime de pensée ou crimepensée (Thoughtcrime en version originale et novlangue) est « le crime essentiel, celui qui englobe tous les autres ». Il consiste à entretenir une croyance ou un doute contraire au parti au pouvoir, de quelque manière que ce soit.
La Police de la Pensée est chargée de découvrir et punir les auteurs de crimes de pensée.